# Louis Marquaire
Louis Marquaire, né le 7 août 1905 à Alger et décédé le 27 octobre 1985 à Bordeaux, est un homme politique français.